# Днепровский машиностроительный завод
Днепровский машиностроительный завод (ДМЗ) — советский и украинский научно-производственный комплекс по производству радиолокационных средств военного назначения, производственное объединение. По действовавшей «легенде прикрытия» (в целях скрытия фактического рода деятельности) в открытых источниках применялись названия — предприятие п\я 192 (с 1952 по 1967 год), «Днепропетровский завод радиорелейных приборов» (ДЗАРП с 1967 по 1972 годы), одновременно — «Днепропетровский завод холодильников» (местная обиходная версия). С 1972 года — Днепровский машиностроительный завод.

## История
В 1951 году строившийся в Днепропетровске автомобильный завод (ДАЗ) Правительством СССР перепрофилирован под производство оборонной продукции и получил название — «Государственный союзный завод № 586».19 марта 1952 года второе производство ДАЗ — шинный завод Постановлением СМ СССР № 1378—463 и приказом Министерства вооружения СССР от 21 марта 1952 года выделен в самостоятельное предприятие — «Государственный Союзный завод № 933» с подчинением 8-му Главному управлению МВ СССР. На завод возлагается задача обеспечения выполнения заказов Третьего Главного управления (ТГУ) при Совете Министров СССР;
4 июня 1952 года Приказом Министра вооружения Д. Ф. Устинова назначается основной состав руководителей завода № 933: П. М. Очеретько — директор, С. С. Лукьянов — и. о. главного инженера, М. И. Симонов — главный конструктор. В декабре 1952 года, первым заместителем директора — главным инженером завода № 933 назначается В. Б. Дмитриев. 29 августа 1955 года приказом Министра оборонной промышленности СССР директором завода № 933 назначается Л. Н. Стромцов, который 28 лет бессменно руководил Днепромашем.
После ухода Л. Н. Стромцова на заслуженный отдых коллектив завода возглавляли В. Л. Бояр (1983—1995), затем М. П. Филькин (1995—2009). В настоящее время (2019 год) завод возглавляет Высоцкий Е. В.

## Специализация
Днепровский машиностроительный завод на протяжении десятилетий был основой индустриальной базы ЦНПО «Вымпел» (МАК «Вымпел», МРП СССР), головной организации по созданию и развитию систем ракетно-космической обороны (РКО) генеральных и главных конструкторов  Кисунько Г. В., Минца А.Л., Репина В.Г., Савина А.И. Расплетина А.А., Слоки В.К.,
Вновь создаваемые технические средства, радиолокационные станции (РЛС) стратегических информационных систем предупреждения о ракетном нападении (СПРН) и контроля космического пространства (СККП) и поражающих систем противоракетной (ПРО) и противокосмической обороны (ПКО) являлись масштабными, пионерскими единичными проектами. Завод, технологические мощности, структура управления и система планирования которого формировались, как производство серийного типа, в течение всего периода деятельности осуществлял изготовление уникальной, единичной, наукоёмкой радиоэлектронной аппаратуры (РЭА) по безлитерной конструкторской документации Главного конструктора (КД ГК). .
Основой специализации завода были:
1. Разработка и производство по заказам Министерства вооружения СССР (Министерства обороны СССР), монтаж, наладка, гарантийное и послегарантийное обслуживание. Работы по модернизации:
  - Приёмопередающей, общестанционной РЭА РЛС и оборудования командных пунктов систем ПВО, ПРО, ПКО, СПРН и СККП;
  - Специальных вычислительных комплексов (спецвычислители) обработки аналоговой и цифровой информации РЛС;
  - Радиоэлектронной аппаратуры ремонтно-поверительных баз (РПБ) в составе радиолокационных комплексов Войск РКО, их модернизация и техническое обслуживание;
2. Производство средств дальней радиосвязи - радиорелейных станций оперативно стратегического звена управления войсками (РРС-406 ВЧ «Левкой-2»,  РРС-416ВЧМ «Высота-1», РРС-416Г «Гранит»).
3. Производство сложной бытовой техники, товаров народного потребления и продукции производственно-технического назначения.
4. После распада СССР, в результате вынужденной глубокой конверсии, в 1990-х годах отдельные оборонные мощности завода были перестроены и вновь созданы под разработку и производство средств и систем цифровой связи.

## ДМЗ в системе ВПК СССР
- Март 1952 года — закрытое наименование — Государственный союзный завод № 933 (открытое — предприятие — п/я 192) Министерства вооружения СССР;
- 20 апреля 1957 года — отделу Главного конструктора завода присваивается статус «Особого конструкторского бюро» (ОКБ-933). Начальником ОКБ назначается М. И. Симонов;
- Январь 1967 года, завод получает открытое наименование — Днепропетровский завод радиорелейных приборов (ДЗАРП, п/я В-8302) в составе Министерства радиопромышленности СССР. ОКБ-933 получает статус юридического лица и открытое наименование — КБ ДЗАРП (предприятие п/я Р-6199);
- Январь 1970 года, ДЗАРП и КБ ДЗАРП включены в состав вновь образованного Центрального научно-производственного объединения «Вымпел» (ЦНПО «Вымпел») Министерства радиопромышленности СССР в качестве отдельных юридических лиц;
- В мае 1970 года филиал завода в городе Жёлтые Воды приказом Минрадиопрома СССР преобразуется в самостоятельное предприятие — «Южный радиозавод» (ЮРЗ) — директором назначен В. А. Шумилин. Создаются предпосылки для формирования производственного объединения;
- В январе 1972 года в составе ЦНПО «Вымпел» МРП СССР завод получает открытое наименование — Днепровский машиностроительный завод (ДМЗ, п/я Г-4249). КБ ДЗАРП переименовано в КБ ДМЗ (п/я Г-4135);
- Декабрь 1987 года, создаётся производственное объединение «Днепровский машиностроительный завод» (ПО ДМЗ) в составе юридических лиц — ДМЗ, КБ ДМЗ, ЮРЗ и КБ ЮРЗ, с подчинением ЦНПО «Вымпел» МРП СССР;
- Апрель 1992 г. ПО «Днепровский машиностроительный завод» подчинено Министерству машиностроения, военно-промышленного комплекса и конверсии Украины. КБ ДМЗ получило название КБ «Днепровское»;
- Ноябрь 1995 г. создана Государственная Акционерная холдинговая компания «Днепровский машиностроительный завод» (ГАХК «ДМЗ») в составе юридических лиц — ДМЗ, КБ «Днепровское», ЮРЗ, КБ ЮРЗ (НПП «Поиск»), СКБ АСУП. Позже в ГАХК «ДМЗ» вошёл завод «Элктробытприбор».

Завод производил радиоэлектронную технику разработанную научно-исследовательскими институтами, которые возглавляли выдающиеся учёные и конструкторы — академики Минц А.Л., Кисунько Г.В., Харитон Ю.Б., Савин А.И., Богомолов А. Ф., Расплетин А.А., Бункин Б.В., Слока В.К.
Рабочую конструкторскую документацию на технические средства РЛС разрабатывали головные НИИ по тематике и Особое Конструкторское бюро ДМЗ (КБ «Днепровское»).
Предприятиями ПО ДМЗ в значительных объёмах производилась аппаратура специальных вычислительных устройств цифровой обработки информации РЛС ПРО, СПРН и ККП. Разработчик- КБ «Днепровское» — СКБ АП (В. В. Юрко).
Радиолокационная техника Зенитно-ракетных комплексов ПВО, аппаратура радиорелейных станций оборонного назначения, поставляемые Министерству обороны и товары народного потребления производилась по конструкторской документации, утверждённой для серийного производства.
Радиоэлектронная аппаратура уникальных РЛС стратегических информационных систем (СПРН, СККП), поражающих систем (ПРО, ПКО) и оборудование ускорительной техники производилась в единичных экземплярах по конструкторской документации Главного конструктора (КД ГК)
Генеральным заказчиком производимой ДМЗ техники было Министерство обороны СССР.
Основной объём изготовленной заводом продукции произведён в интересах тематики 4 Главного Управления Министерства обороны СССР (4 ГУ МО) — радиоэлектронная аппаратура РЛС ЗРК ПВО, радиолокационных станций систем ПРО, ПКО, ПРН, ККП, радиоэлектронное оборудование командных пунктов, оборудование ремонтно-поверительных баз и ремонтных заводов Систем РКО, бортовая аппаратура противоракет.
На заводе работал институт Уполномоченного МО СССР по контролю за реализацией заказов 4ГУ МО на предприятиях ВПК Украины, который в разное время возглавляли инженер-полковник Гречуха В. Г. и инженер-полковник Лаврич Ю. Н., к.т. н., Герой Вьетнама.
Приёмку радиоэлектронной аппаратуры, а со временем, участие в разработке конструкторской документации, изготовлении и внедрении технических средств на объектах заказчика осуществляли аккредитованные на заводе представительства Министерства обороны — военные представительства № 1186 и № 52686.

#### Средства противовоздушной обороны (ПВО)
- 1952 год — производство передающих устройств ГИМ-3 («генератор импульсный Минца»), устройств (аппаратных шкафов) питания № 86, устройств целеуказания (координатно-вычислительных устройств № 91) состава РЛС Б-200[2] зенитно-ракетного комплекса (ЗРК) С-25;
- С марта 1954 года завод производит курсовые планшеты для зенитной артиллерии «КП-ВНОС». Их производство продолжалось до 1955 года;
- В конце 1954 г. Приказом МОП СССР заводу № 933, совместно с головным предприятием — заводом № 356 (Свердловск) — поручается организовать производство РЛС СОН-9 «Гром-2»;
- С декабря 1955 года завод по модернизирует аппаратуру СОН-9[3]. С июля 1956 года разворачивается серийный выпуск РЛС СОН−9А;
- С первого квартала 1956 года завод начинает поставки РЛС СОН-9А на экспорт, сначала — в страны народной демократии, а затем и в другие страны;
- Со второго полугодия 1956 года начато производство наземного радиозапросчика «Тантал» комплекса СОН-9А;
- В первом квартале 1957 года завод, по КД РТИ, поставляет передатчики ГИМ-5 для ЗРК С-50 системы ПВО г. Ленинграда. К концу года начинается производство передатчиков ГИМ-6 для модернизации РЛС ЗРК С-25. Изготовлено 60 комплектов.;
- В октябре 1955 года завод начинает производство передатчиков для ЗРК «Даль» — САЗО и СПК «Феникс». Производство продолжалось до февраля 1963 года;
- Приказом 4-го Главного управления Миноборонпрома СССР от 15 июня 1956 года заводу, совместно с КБ-1 МОП СССР и Кунцевским механическим заводом, поручается начать производство аппаратуры тренировки боевых расчётов РЛС Б-200 — АТ «Тренажёр». Произведено 60 комплектов.;
- 5 марта 1956 года согласно приказу 4 ГУ МОП СССР завод начал производство мощного передающего устройства ПА-20 РЛС комплекса С-75 (РСНА-75 «Двина»), разработанного КБ ДМЗ, совместно с Кунцевским механическим заводом. 1 мая 1960 года этим ЗРК в воздушном пространстве в районе г. Свердловска был поражён американский самолёт-разведчик «Локхид У-2». ЗРК РСН С-75 «Двина» успешно противостояли авиации США в период вьетнамской войны.
- С октября 1957 года для ЗРК РСН-75 «Десна» завод начинает производство модернизированных передатчиков П-20, где увеличена выходная мощность, расширена частота генерации, изменена система питания, возросла надёжность.
- Июнь 1959 год — завод осуществляет модернизацию передатчиков П-20 под П-20М для РСН-75М «Волхов». С января 1962 года завод выпускает передатчики для модернизированной РЛС "Волхов-М. Начата поставка ЗРК на экспорт;
- С июля 1960 года завод производит передатчики УВ-20 РЛС ЗРК «Нева» Системы С-125. С сентября 1963 года начинается серийное производство модернизированного передающего устройства УВ-20М;
- В течение 1961—1963 годов заводом, непосредственно в войсках, проводится масштабная модернизация РЛС Б-200 (С-25) с заменой передатчиков ГИМ-3 и ГИМ-4 на ГИМ-6;
- Ноябрь 1962 года — освоение производства новой системы борьбы с летательными аппаратами противника — ЗРК С-200 «Ангара». Завод производит передающую часть радиолокатора подсветки целей (РПЦ) С-200;
- С 1969 года, по результатам эксплуатации С-200 «Ангара» завод переходит на выпуск модернизированной аппаратуры РПЦ С-200В «Вега»;
- Модернизацию аппаратуры РПЦ ЗРК С-200"Ангара" до уровня РПЦ С-200В «Вега» (5Н62В) выполнена Производственно-монтажным управлением завода непосредственно в ракетных дивизионах ПВО Советской Армии и Войсках ПВО стран Варшавского договора.
- С апреля 1966 года завод серийно выпускает передатчики РП-20 радиодальномера РД-75 «Амазонка», предназначенных для совершенствования ЗРК РСН 75В «Волхов»,
- С 1967 года завод начинает серийное производство аппаратуры комплексного контроля и оценки работы ракетного дивизиона — тренажёра боевых расчётов ЗРК С-75 «Аккорд». Тренажёр обеспечивал эффективное обучение боевых расчётов с имитацией пусков ракет.
- В июне — октябре 1968 года завод начинает производство РЛС для ЗРК «Оса».
- В марте 1973 года Минрадиопром определил ОКБ ДМЗ головным разработчиком КД средств защиты РЛС ЗРК от радиолокационных ракет типа Shrike. В сентябре 1974 года ДМЗ изготовил комплекс защиты «Дублёр»[4], который показал хорошие результаты в реальных условиях боевых действий во Вьетнаме;
- В дальнейшем заводом производилась усовершенствованная версия комплекса защиты — аппаратура «Дублёр-М» для ЗРК С-125М. Дальнейшее производство «Дублёра-М» осуществлялось Московским радиотехническим заводом (МРТЗ);
- В мае 1981 г. начато производство аппаратуры защиты РЛС ЗРК С-200В от радиолокационных ракет типа Shrike.

#### Средства системы предупреждения о ракетном нападении (СПРН)
- С 1959 года завод по КД РТИ АН СССР начинает производство передающей, приёмоиндикационной, общестанционной аппаратуры и оборудования управления первых надгоризонтных РЛС ЦСО-П «Днестр» (5Н15) для радиолокационных узлов раннего обнаружения стартов атакующих баллистических ракет (БР) — РО-1, Мурманск, и РО-2, Скрунда, и радиолокационных узлов обнаружения искусственных спутников Земли — ОС-1, Усолье-Сибирское Иркутской области, и ОС-2, район озера Балхаш;
- С октября 1965 года заводом начата поставка аппаратуры РЛС ЦСО-ПМ («Днестр-М») для узлов РО-1, РО-2, ОС-1, ОС-2, и их командных пунктов (КП);
- В ноябре 1970 года завод начинает производство передающих устройств (усилителей мощности) Р23ПУ («Ястреб») для экспериментальной загоризонтной РЛС «Дуга» (Николаев) и передающего оборудования С37МУ («Фламинго») первой штатной ЗГ РЛС «Дуга-1» (Чернобыль).
- С 1971 года, в целях повышения боевых возможностей РЛС «Днестр-М» — узлов РО-1, РО-2, ОС-1, ОС-2, заводом производится их модернизация путём замены всего состава оборудования на аппаратуру РЛС «Днепр»;
- В 1974 году завершается поставка оборудования радиолокационной станции обзора радиотрасс — «Филин» ЗГ РЛС «Дуга-1». В 1979 году — для РЛС «Дуга-2»;
- В 3 квартале 1971 завод по КД ЦНИИ «Комета» производит радиотехническую аппаратуру для комплекса телеметрических измерений и управления КЛА «УС-К» («Око»). С 1981 по 1988 годы завод производит аппаратуру приёма и обработки информации от КЛА системы «УС-КМО», передающую аппаратуру, комплексы управления, контроля и обработки информации для КП этой системы;
- С февраля 1972 года заводом начато производство уникального радиоэлектронного оборудования вынесенной приёмной позиции РЛС «Даугава» для узла РО-1, Мурманск;
- В 1974 году завод начинает производство полного состава оборудования передающей и приёмной позиций РЛС второго поколения «Дарьял», станции с активной фазированной решёткой (ФАР). Заводом созданы производственные мощности, обеспечившие изготовление одного комплекта оборудования РЛС в течение года — более 1600 составных частей общей стоимостью более $500 млн. (в эквиваленте цен того времени);
- В 1974 году завершено изготовление радиоэлектронного оборудования мобильного комплекса технических средств — имитатора пусков баллистических ракет (5Г93) для обеспечения испытаний в зоне ответственности ЗГ РЛС «Дуга».
- С 1984 по 1987 годы завод производит аппаратуру РЛС «Дарьял-У», для модернизации радиолокационных узлов «ОС-1», «ОС-2», «ОС-3». В 1986—1988 годах ДМЗ производит аппаратуру РЛС «Дарьял-УМ» для узлов «РО-2» (Скрунда) и «РО-5» (Мукачево);
- В сентябре 1978 года завод определён головным предприятием по поставкам оборудования для Комплекса «Коралл» и радиоэлектронной аппаратуры многофункционального корабельного радиолокатора (МКР) «Атолл» — передающего устройства, устройств распределения питания станции и централизованного управления, трактов канализации СВЧ-энергии высокого уровня мощности «передатчик-антенна», наземных стендов-имитаторов. Подготовка производства потребовала значительных затрат времени, поставки аппаратуры были завершены в 4 квартале 1984 года. Монтажные и пусконаладочные работы на корабле-носителе «Урал» (ССВ-33) специалистами Монтажного управления завода завершены в 1987 году.
- В середине 1980-х годов ПО ДМЗ поручено производство основного состава радиоэлектронного оборудования приёмной и передающей позиции РЛС третьего поколения «Волга» — многофункциональной РЛС дециметрового диапазона частот. Головная РЛС предназначалась для контроля западного ракетоопасного направления с дислокацией вблизи г. Барановичи. Для этого на головном заводе ПО ДМЗ и Южном радиозаводе были созданы уникальные производства микроэлектроники мощностью по 2,5 млн условных микросборок в год. В связи распадом СССР произведена только 1/4 оборудования состава станции, далее производство оборудования РЛС «Волга» предприятиям ПО ДМЗ не заказывалось.
- В ноябре 1989 года завершена поставка на объект дислокации (Находка) 28 передающих комплексов ГП-120 в контейнерном исполнении и оборудования электропитания экспериментальной ЗГ РЛС «Волна».

#### Средства систем противоракетной обороны (ПРО)
- Постановлением Правительства от февраля 1956 года завод определён одним из основных изготовителей технологического оборудования РЛС системы ПРО «А»;
- В 1956—1957 годах завод изготавливает сверхмощные передатчики и модуляторы большой мощности по тематике «Мамонт» для системы ПРО «А»;
- в 1956—1959 годах для экспериментальной РЛС ПРО «РЭ» Архивная копия от 12 февраля 2019 на Wayback Machine (исследование радиолокационных характеристик баллистических ракет) завод изготовил мощные передающие устройства: РД-20, Р-2, РУ-20, РС-20, генераторные устройства «Кремний»;
- В июне 1957 года на полигоне Сары Шаган завод поводит монтажные, настроечные и стыковочный работы передающего устройства радиолокатора «РЭ». В августе 1957 года проведены испытания локатора «РЭ» совместно с РЛС «Дунай-2»;
- В ноябре 1961 года заводу поручается выпуск четырёх комплектов штатной аппаратуры передающих устройств Т-20 радиоканала обнаружения и сопровождения цели (РКЦ) и Т-21 радиоканала наведения противоракеты (РКИ) РЛС «Енисей» («Тобол») для системы «А-35» и одного комплекта этих устройств для полигонного комплекса «Алдан»;
- В августе 1965 года для многофункционального комплекса «Аргунь» (полигон «А») завод поставляет передающие устройства Е-М20 (РКЦ) и ЕМ-21 (РКИ);
- В ноябре 1965 года завод начинает производство 3-х опытных образцов передающих устройств, аппаратуры наведения и питания (контейнеры) для передвижного комплекса ПВО-ПРО С-225 «Азов»;
- В ноябре 1967 года завод определяется головным предприятием по изготовлению передающей части РЛС «Неман-П», первой РЛС с фазированной антенной решёткой (ФАР). Поставка оборудования завершена к 1973 году;
- В 1971 году завод поставил оборудование для полигонного образца МРЛС «Дон-2Н» — МРЛС «Дон-2НП комплекса „Амур-П“;
- В августе 1972 года завод определён головным по разработке конструкторской документации и изготовлению передающей, приёмной и обрабатывающей цифровой аппаратуры многофункциональной станции — МРЛС „Дон-2Н“, основного технического средства многоканального стрельбового комплекса „Амур“ системы „А-135“.
- В 1974 году завершена поставка радиоэлектронной аппаратуры на экспериментальный комплекс лучевого СВЧ-оружия („Тор“ СВЧ- генератор) — 200 усилителей мощности (100 кВт), аппаратура управления комплексом, комплект трактов канализации СВЧ-энергии, источники вторичного питания;
- С 1986 по 1988 завод изготовил аппаратуру высокоточной экспериментальной РЛС миллиметрового диапазона волн „Руза“, предназначенной для отработки идеологии селекции движущихся целей системы ПРО А-235;
- Июль 1985 года — завод изготавливает мобильные автоматизированные контрольно-испытательные станции проверки технического состояния противоракет дальнего (51Т6 Архивная копия от 27 ноября 2015 на Wayback Machine) и ближнего (53Т6 Архивная копия от 12 февраля 2019 на Wayback Machine) перехвата для стрельбового комплекса „Амур“ системы „А-135“ — АКИПС-23Д6, АКИПС- 24Д6. С июля 1988 года завод изготовил и поставил контрольно-испытательные станции проверки противоракет на технические базы в стационарном варианте — АКИПС-51Т6 и АКИПС-53Т6;
- В 1987 году заводом завершено изготовление полного комплекта радиоэлектронного оборудования МРЛС „Дон-2Н“ для комплекса „Амур“ системы „А-135“. На объект поставлено более 1500 составных частей общей стоимостью свыше $1,0 млрд.

#### Средства Системы контроля космического пространства (СККП)
- С марта 1955 года завод производит передающие модули для радиолокационной станции измерения параметров траекторий космических летательных аппаратов (КА) — РЛС Кама»[5];
- В дальнейшем Комплекс траекторных измерений «КА», подвергается модернизации, завод изготовил оборудование передающих устройств: «Кама-А» (1961 г.), «Кама-К» — 1964—1973, «Кама-Н» — 1971 г., «Кама-ИК» — 1978 г.;
- Первой специализированной РЛС, выполнявшей задачи обнаружения спутников (ОС) и контроля космического пространства стала РЛС «Днестр», дислоцированная в районе озера Балхаш, второй — РЛС «Днестр» вблизи г. Иркутска. Передающая часть станции, приёмоиндикационная и общестанционная аппаратура изготовлены ДМЗ. Монтаж настройка аппаратуры и обеспечение её функционирования в составе РЛС выполнено Производственно-монтажным управлением ДМЗ;
- С 1960 года ДМЗ поставляет аппаратуру управления «Сигнал» (15Э1) для командных пунктов РВСН и приборы регистрации физических процессов при старте баллистических ракет (ПРГ-9), заказчик ГРАУ МО СССР;
- В 1965 году завод изготавливает комплект радиоэлектронной аппаратуры центра контроля космического пространства (ЦККП), выполняет её монтаж и настройку;
- В 1967—1968 годах с участием ДМЗ создаётся комплекс СККП на базе РЛС «Днестр»;
- В 1982 году завод изготавливает экспериментальные передающие и приёмные устройства, секции управления излучателями РЛС «Крона-В» и «Крона-Н», аппаратуру для командно-вычислительного пункта (КВП) комплекса «Крона»;
- В декабре 1983 года завод поставляет оборудование РЛС головного экспериментального образца комплекса «Крона-Н»;
- В ноябре 1989 года завод изготовил и поставил на объект технологическое оборудование штатной РЛС «Крона-В», а в марте 1990 года завершены поставки оборудования для РЛС «Крона-Н»:

#### Средства систем противокосмической обороны (ПКО)
- В 1962 году завод изготавливает передающие устройства БШГ для радиолокационной станции определения координат (СОК) и передачи команд (ПК) системы истребителей спутников — «ИС» и «УС». С 1965 года завод поставляет радиоэлектронное оборудование экспериментального пункта управления (ОЭПУ) систем «ИС» и «УС»;
- 4 кв. 1965 года завод выполняет работы по монтажу, настройке, стыковке и испытаниям передающего комплекса в составе СОК и ПК. Во 2 кв. 1966 года завершается монтаж и автономная настройка передающего комплекса системы «УС»;
- В августе 1970 года по целеуказаниям ЦККП экспериментальный космический аппарат-перехватчик комплекса ПКО, впервые в мире, поразил в космосе аппарат-мишень.
- В июле 1979 года комплекс ПКО, созданный с участием ДМЗ, поставлен на боевое дежурство.

#### Средства дальней радиосвязи
- В соответствии с Постановлением СМ СССР № 1363—684 (1954 г.) «О развитии радиорелейных линий» завод разворачивает серийное производство аппаратуры радиорелейной линии Р-60 по КД НИИ «Радио» (руководитель проекта — С. В. Бородич[6]). На опытном образце Р-60 в апреле 1957 г. успешно проведён экспериментальный приём телевизионного сигнала в Днепропетровске из телестудии Харькова. По результатам испытаний было принято решение о развитии аппаратуры Р-60 с увеличением количества каналов до 120 (Р- 60/120). Заводом изготовлено более 600 комплектов аппаратуры Р60/120[7];
- 1964 год. Постановлением ВПК завод определён изготовителем радиорелейной станции РРС-406 ВЧ «Левкой-2» для оснащения мобильными средствами связи оперативно стратегического звена управления войсками Советской Армии;
- Начиная с 1972 года завод выпускает радиорелейные станции: РРС-406 ВЧ «Высота», с 1974 года — модернизированные варианты — РРС-416ВЧМ («Высота-1»), с 1978 года — РРС-416Г («Гранит»). Войскам связи МО поставлено более 500 РРС четырёх модификаций. Свыше 40 РРС поставлены в народное хозяйство для обеспечения работ в нефтегазовом и химическом комплексах, в освоении Севера страны.

## Конверсия и социальные программы

#### Производство продукции народнохозяйственного значения и ТНП
- Сентябрь 1953 года, завод начинает производить узлы трактора «Беларусь» для ЮМЗ (приказ МОП от 29.09.1953 г. № 366);
- Во исполнение Постановления ЦК КПСС и СМ СССР № 2593 от 10 ноября 1953 года «О развёртывании на предприятиях оборонной промышленности производства товаров народного потребления длительного пользования» завод начинает серийный выпуск бытовых холодильников. Производство холодильников марки «Днепр» продолжалось в течение 50 лет. Произведено более 5,5 миллионов экземпляров четырёх модификаций. Это производство долгие годы успешно выполняло ещё одну важную функцию — оно было надёжной материальной основой «легенды прикрытия» основного профиля деятельности завода;
- В 1970 г. начат выпуск 10 типов бытовых электроустановочных изделий (электровыключатели, розетки, вилки и др.). Произведено свыше 10 млн штук;
- В период 1975—1985 годов завод изготавливает радиоэлектронную аппаратуру и ведёт монтаж линейного ускорителя на 600 МэВ «Московская мезонная фабрика» для Института ядерных исследований (ИЯИ АН СССР), г. Троицк и ускорителя элементарных частиц специального назначения «Хризантема» по заказу ВНИИЭФ, Арзамас-16;
- К 40-летию окончания Великой Отечественной войны в с. Бравахи, Черкасской области открыт бронзовый монумент — памятник Матери, отправившей на фронт десять своих сыновей. Памятник изготовлен по инициативе завода и его специалистами. Положено начало изготовления заводом произведений монументального искусства. В Днепропетровске установлено более десяти памятников выдающимся историческим событиям и личностям, деятелям науки и культуры.
- 1975 год. Начат выпуск электротехнического высоковольтного (до 1000 киловольт) оборудования комплексов очистки дымовых газов тепловых электростанций, работающих на твёрдых, низкокалорийных топливах — ЭОЛ 600 и ЭОЛ-900. Изготовлено 36 комплектов оборудования двух модификаций;
- Начиная с 1979 года завод выпускает периферийные устройства ЕС ЭВМ — алфавитно-цифровые дисплеи ЕС-7920, графические дисплейные станции ЕС-7905, абонентские пульты АП-4 и др. Потребителям поставлено около 10000 комплексов ЕС-7920 (более 100 тысяч абонентских рабочих мест), 580 графических дисплеев ЕС-7905 (инструмент САПР) и другая техника ЕС ЭВМ;
- 1979 года начато производство детских механических игрушек «Робот», «Робик», «Избушка», «Вездеход», 2 типа самолётиков. Всего выпущено более 1 миллиона штук;

#### ДМЗ в программах конверсии
- Август 1981 г. Начало серийного изготовления МП «Орёль-206 стерео». Положено начало серийному производству аудиотехники. Изготовлено более 200 тысяч магнитофонов торговой марки «Орёль» четырёх модификаций;
- Сентябрь 1988 г. Начало производства бытового персонального компьютера БК-08. Заводом изготовлено более 30 тысяч экземпляров.
- В 1989 году ДМЗ в содружестве с ЦНИИС начаты работы по созданию цифровой системы связи С-32 в рамках Союзной программы «Народный телефон». В 1991 г. КБ «Депровское» была завершена разработка документации на электронную АТС с цифровыми телефонными аппаратами — ЭАТС-ЦА и начато серийное производство. Далее была разработана документация на семейство более совершенных ЭАТС цифровых систем коммутации типа «ДНІПРО» различной абонентской ёмкости и завод перешёл на их изготовление. На сети связи Украины, Белоруссии поставлено оборудования цифровых АТС ёмкостью более 1,5 миллиона абонентских линий. Группа разработчиков и изготовителей ЭАТС-ЦА системы С-32 в 2000 году удостоена Государственной премии Украины в области науки и техники;
- Январь 1991 г. Впервые в Украине начато серийное производства бытовых СВЧ печей «Днепрянка». Выпущено свыше 75 тысяч СВЧ-печей двух модификаций;
- Май 1991 г. Организовано изготовление механизированных комплексов по обваловке мяса птицы;
- Октябрь 1991 г. Разработана технология и конструкторская документация на комплекс плазменной очистки технологических стоков химических производств от тяжёлых металлов «Факел». Организовано производство установок оборудования комплекса;
- Март 1992 года. Организовано серийное производство автодорожных (транспортных и пешеходных) светофоров;
- Июль 1992 г. Начато изготовления оборудования мясоперерабатывающих комплексов — минизаводов (подготовка исходного сырья, изготовление фарша, начинка колбасных изделий, варка-копчение, контроль качества). Поставлено заказчикам Украины, России и Белоруссии 25 минизаводов;
- Август 1992 г. Начато изготовление комплекта оборудования для выпечки хлебобулочных изделий. Изготовлено 10 минипекарен;
- Октябрь 1992 г. Начато производство наручных часов «Командирские» и бытовых водоочистителей «Водозор» на созданном совместном Украинско-Российском ООО «Днепр-Восток»;
- Апрель 1993 г. Освоена и поставлена на производство аппаратура приёма спутникового телевидения и антенных усилителей ТУ-01.
- Апрель 1995 г. Начато производство счётчиков электроэнергии, бытовых счётчиков расхода газа, цифровых телефонных аппаратов и адаптеров связи для ЭАТС-ЦА на совместном Украинско-Американском ЗАО «Мител»;
- Июль 1996 г. Развёрнуто производство телекоммуникационного оборудования коммутационной системы DTS-3100 на созданном Украинско-Корейском ЗАО «Днепр-ДЭУ». Выпущено около 400 тысяч портов.
- Сентябрь 1998 г. Изготовлены 5 опытных комплектов аппаратуры «Рута» для организации сельской телефонной цифровой связи.
- В начале 2000 годов создана специализированная защищённая цифровая ЭАТС «Бастион».

#### Социальные программы ДМЗ
- По инициативе завода создан радиофизический факультет Днепропетровского государственного университета (1977 г.), подготовивший для завода свыше двух тысяч специалистов в области радиоэлектроники, СВЧ-техники и электронных вычислительных машин;
- В учебную программу физико-технического факультета ДГУ были введены курсы «Радиолокация», «Электродинамика СВЧ», «Электронные и ионные приборы» и др. В Днепропетровском Горном институте была открыта кафедра робототехники. На заводе работали девять филиалов ведущих кафедр ДГУ и ДГИ, оснащённых автоматизированными рабочими местами разработки (АРМ-Р) и конструирования (АРМ-К) радиоэлектронной аппаратуры.
- Заводом построено и до 1999 года обеспечена эксплуатация, более 500 000 квадратных метров жилых площадей, семи общежитий (более 3000 койко-мест), 12 детских дошкольных учреждений и двух объектов детского летнего отдыха (1200 мест);
- На заводе создана и успешно работала уникальная система общественного питания. Пять столовых и двенадцать буфетов содержали более четырех тысяч посадочных мест. Созданные мясоперерабатывающий, хлебопекарный и другие комплексы обеспечивали реализацию  работникам завода (тонн): хлеба и хлебобулочных  изделий - 120, мяса - 70, колбасных изделий - 50, рыбы - 40, муки и круп - 75, овощей - 150, жиров  более 12 и других продуктов питания в месяц
- Для оздоровления и лечения работников завода и их семей создано и обеспечено содержание — поликлиники (370 приёмов в сутки), баз отдыха, корпусов в санаториях «Мисхор» — 320 путёвок, «Марат» — 240 путёвок, «Моршин» −320 путёвок;
- Заводом созданы объекты спортивно-оздоровительной инфраструктуры — детская спортивная школа «Днепр-75», стадион и спортивный клуб «Вихрь», крытый спортивный манеж.

## Важнейшие проекты созданные с участием завода
Радиолокационные станции систем ПРН и ПРО, для которых ПО ДМЗ изготовил радиотехнические и радиоэлектронные средства, выполнил монтажные, пусконаладочные работы и совместную эксплуатацию. Осуществлял авторский надзор и совершенствование аппаратурного комплекса в процессе эксплуатации.
- ЗГРЛС «Волна»
- «Око» УС-КС[8]
- С-75 — станция наведения Архивная копия от 8 апреля 2016 на Wayback Machine
- «Тор-1» — Экспериментальный СВЧ-генератор Архивная копия от 26 февраля 2019 на Wayback Machine
- Мезонная фабрика[9] — оборудование для линейного ускорителя частиц ИЯИ АН СССР

## Награды
- 1966 год — орден Трудового Красного Знамени — за заслуги в создании, производстве новой техники и успешное выполнение планов 1959—1965 гг. (Указ Президиума Верховного Совета СССР от 29 июля 1966 г. — завод 933);
- 1967 год — Памятный Флаг Центрального Комитета Коммунистической партии Советского Союза (ЦК КПСС), Президиума Верховного Совета СССР, Совета Министров СССР (СМ СССР), Всесоюзного Центрального Совета Профессиональных союзов СССР (ВЦСПС), Центрального Комитета Всесоюзной Ленинской Коммунистического союза молодёжи (ЦК ВЛКСМ);
- 1975 год — Переходящее Красное Знамя ЦК КПСС, Совета Министров СССР (СМ СССР), ВЦСПС, ЦК ВЛКСМ;
- 1978 год — орден Октябрьской Революции — за заслуги в создании и производстве специальной техники (Указ Президиума Верховного Совета СССР от 17 апреля 1978 года — ДМЗ);
- 1980 год — заводу присваивается имя В. И. Ленина.